# Arboretum d'Antsokay

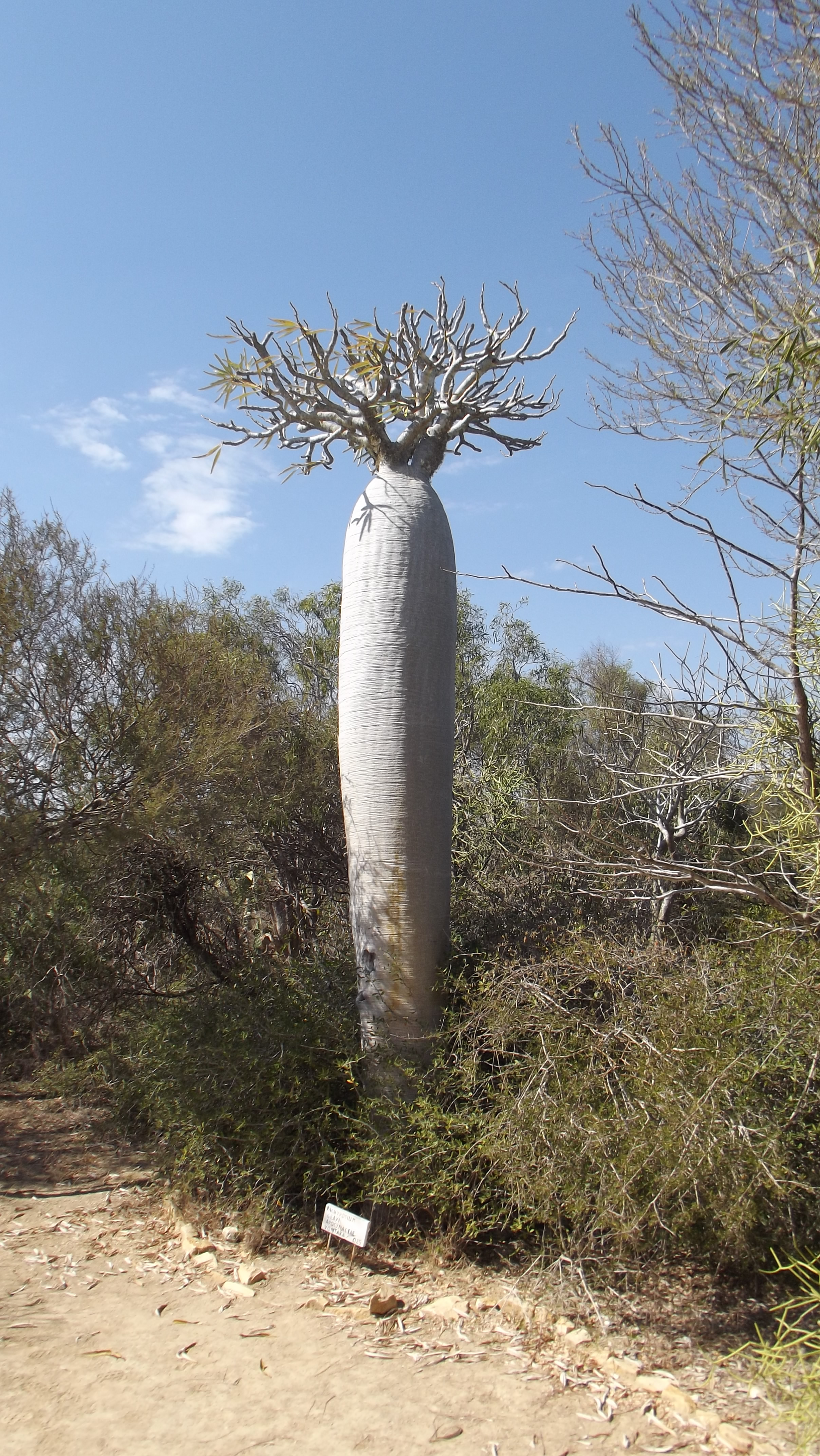
Pachypodium geayi in Arboretum d'Antsokay

Arboretum d'Antsokay is een botanische tuin in Toliara op Madagaskar. De botanische tuin is in 1980 gesticht door de Zwitserse amateur-botanicus Hermann Petignat.
De botanische tuin richt zich op de bescherming van planten van het zuidwestelijke deel van Madagaskar. De tuin werkt hierbij samen met organisaties als de Royal Botanic Gardens, Kew, het World Wide Fund for Nature en het Critical Ecosystem Partnership Fund (CEPF). De botanische tuin is aangesloten bij Botanic Gardens Conservation International.
De plantencollectie omvat meer dan negenhonderd soorten, waarvan 90% endemisch is in de regio. De collectie omvat vooral succulenten uit de families Didiereaceae en Euphorbiaceae. Naast de levende plantencollectie, beschikt de tuin over een herbarium.
Een museum maakt deel uit van de botanische tuin. Hier zijn gebruiksvoorwerpen en kunstwerken van de inheemse bevolking te zien. Tevens zijn er een collectie mineralen en fossielen, een ei van de olifantsvogel Aepyornis en insecten en schorpioenen op sterk water te zien. Een geschenkenwinkel maakt deel uit van de botanische tuin. De opbrengsten van de verkoop komen ten goede aan de natuurbeschermingsactiviteiten van de botanische tuin.